# بيري براون
بيري براون (بالإنجليزية: Berry Brown)‏ (6 سبتمبر 1927 في المملكة المتحدة - 1 يوليو 2001) هو لاعب كرة قدم بريطاني في مركز حراسة المرمى. لعب مع مانشستر يونايتد ونادي دونكاستر روفرز ونادي هارتلبول يونايتد.